# 郑环宇
郑环宇，2007年毕业于哈尔滨工业大学化学工程与技术专业，获得博士学位。现任国家大豆工程技术研究中心蛋白质技术室主任。先后参加、主持国家科技支撑计划、国家“863”、黑龙江省攻关课题、省教育厅新世纪创新人才基金、哈尔滨市青年基金24项。
所主持的省攻关课题“环境友好大豆蛋白基木材胶粘剂制备技术研究”经专家鉴定认为在某些内容上填补了国内的空白。达到了国内领先水平。获得黑龙江省科技进步一等奖2项，二等奖2项。授权专利2项。出版著作3部，在国内外学术期刊上发表学术论文20余篇，其中5篇SCI收录。
- 酶水解大豆分离蛋白制取大豆肽的应用研究（《大豆通报》2003年 第4期）